# St. Aegyd am Neuwalde
St. Aegyd am Neuwalde (auch Sankt Aegyd am Neuwalde geschrieben, historisch auch St. Egyd oder Sankt Gilgen) ist eine österreichische Marktgemeinde im Bezirk Lilienfeld in Niederösterreich mit 1791 Einwohnern (Stand 1. Jänner 2025).

## Geografie

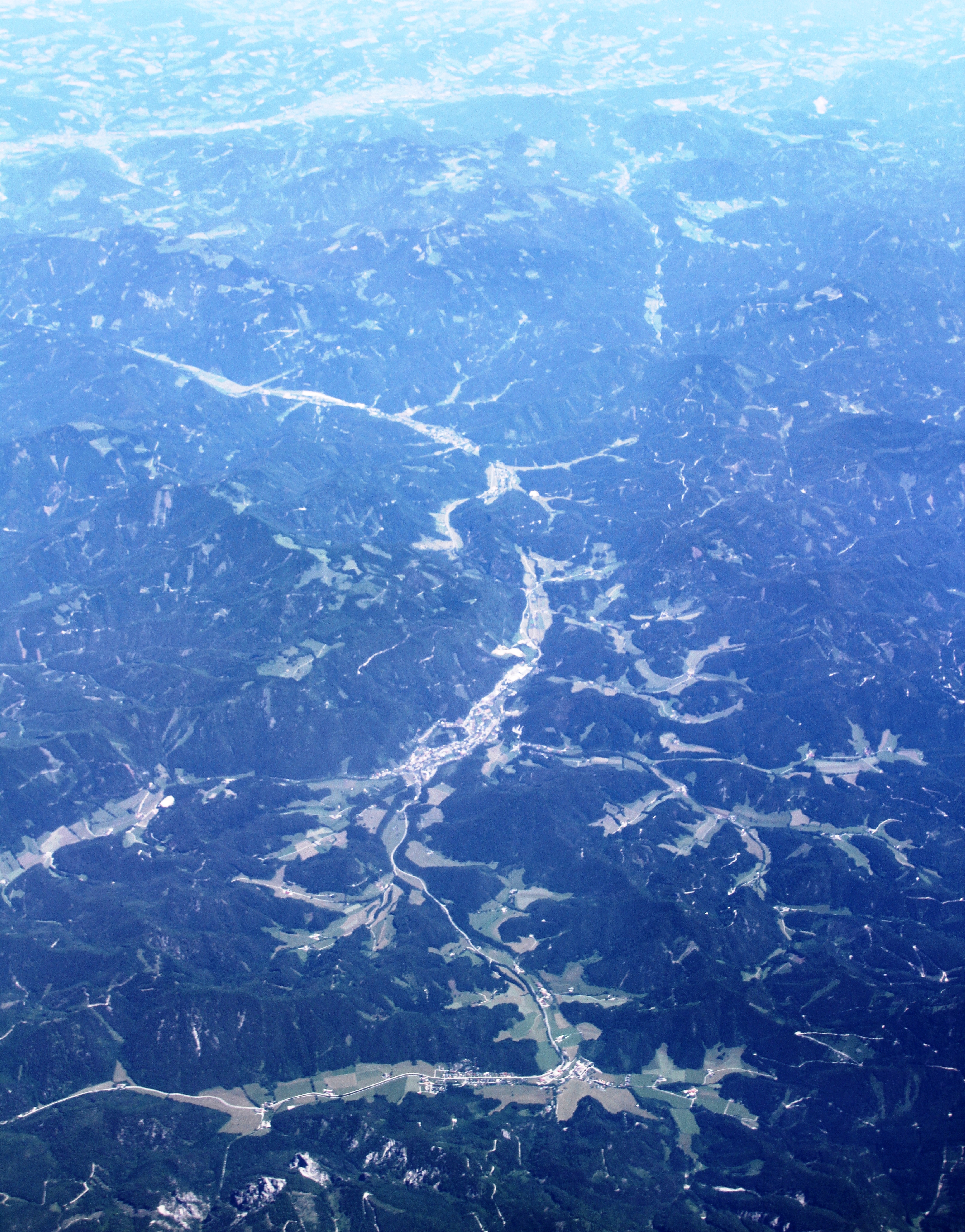
Das Tal der Unrechttraisen, über Göller und Gippel alpenauswärts nach Nordosten: St-Aegyd/Eisenwerk untere Bildmitte, die Seitentäler hintere Unrechttraisen, Keerbach und Weißenbach mit den bemerkenswerten von Grünland geprägten verästelten Schotterterrassen. Das Tal am oberen Bildrand ist das Gölsental bei Hainfeld.

St. Aegyd am Neuwalde liegt im südlichsten Mostviertel in Niederösterreich, an der steirischen Grenze, etwa 40 Kilometer südlich von St. Pölten.
Das Gemeindegebiet umfasst die obere Hälfte des Tals der Unrechttraisen auf um die 500–600 m ü. A., am Fuß des Göller-Gippel-Zuges der Steirisch-niederösterreichischen Kalkalpen (werden zu den Mürzsteger Alpen gerechnet). Nördlich liegt der Traisenberg (1230 m ü. A.) der Türnitzer Alpen, ganz im Nordosten gehören die Berge zu den Gutensteiner Alpen. Außerdem gehört eine orographische Exklave hinter Göller (1766 m ü. A.) und Gippel (1669 m ü. A.) dazu, die Herrschaftsgründe mit dem namengebenden Neuwald. Hier laufen – abweichend von den Ortsüblichkeiten – die Gemeindegrenzen, und damit auch die niederösterreichisch-steirische Landesgrenze, in den Tälern, sodass entlang des Göller-Südwestfußes bis zum Lahnsattel die Straße zur Gemeinde gehört. Dieser Sattel trennt oberste Salza und oberste Mürz, beide haben ihre Quellbäche auf St. Aegyder Gebiet. Im Westen erstreckt sich die Gemeinde noch über den Michelbühel und Krumbachsattel bis an den Großen Sulzberg (1400 m ü. A.).
Die Fläche der Marktgemeinde umfasst 184,56 km². 87,61 % der Fläche sind bewaldet, wobei die bemerkenswerten Schotterterrassen beiderseits der Seitenbäche der Unrechttraisen ungewöhnlich stark wiesenbaulich genutzt sind, siehe dazu Unrechttraisen.

### Gemeindegliederung
Die Gemeinde umfasst:
| Sieben Katastralgemeinden (Fläche Stand 31. Dezember 2023): - Gscheid (564,5 ha) - Herrschaftsgründe (10.538,8 ha) - Keeramt (1.951,42 ha) - Mitterbachamt (1.314,04 ha) - St. Aegyd am Neuwalde (318,98 ha) - Unrecht Traisen (1.722,9 ha) - Weißenbachamt (2.052,93 ha) |  | Fünf Ortschaften (Einwohnerzahl Stand 1. Jänner 2025): - Kernhof (278) samt Gscheid - Lahnsattel (61) samt Donaudörfl, Gscheidl, Neuwald und Terz - Mitterbach (169) samt In der Walk, Obermitterbach, Seebach und Untermitterbach - St. Aegyd am Neuwalde (1262, Hauptort) samt Eisenwerk, Pfarrsiedlung, Rotenbach, Rubesfang, Unrechttraisen, Wällischgraben und Weißenbach - Ulreichsberg (21) samt Fadental und Tobiasl |

Unrechttraisenamt und Weißenbachamt wurden bis in die 1970er als eigenständige Ortschaften gerechnet.
Zählsprengel sind St.Aegyd-Zentralraum für den Hauptort und St.Aegyd-Umgebung für den Rest der Gemeinde.
Die Gemeinde gehört zur Kleinregion Traisen-Gölsental, und raumplanerisch zur Hauptregion („Viertel“) NÖ-Mitte.

### Nachbargemeinden
| Annaberg                                   | Türnitz                                              | Hohenberg                                |
| (Mitterbach am Erlaufsee) ∗                | Kompassrose, die auf Nachbargemeinden zeigt          | Rohr im Gebirge (Bez. Wr. Neustadt-Land) |
| Mariazell (Bez. Bruck-Mürzzuschlag, Stmk.) | Neuberg an der Mürz (Bez. Bruck-Mürzzuschlag, Stmk.) | Schwarzau im Gebirge (Bez. Neunkirchen)  |

## Geschichte

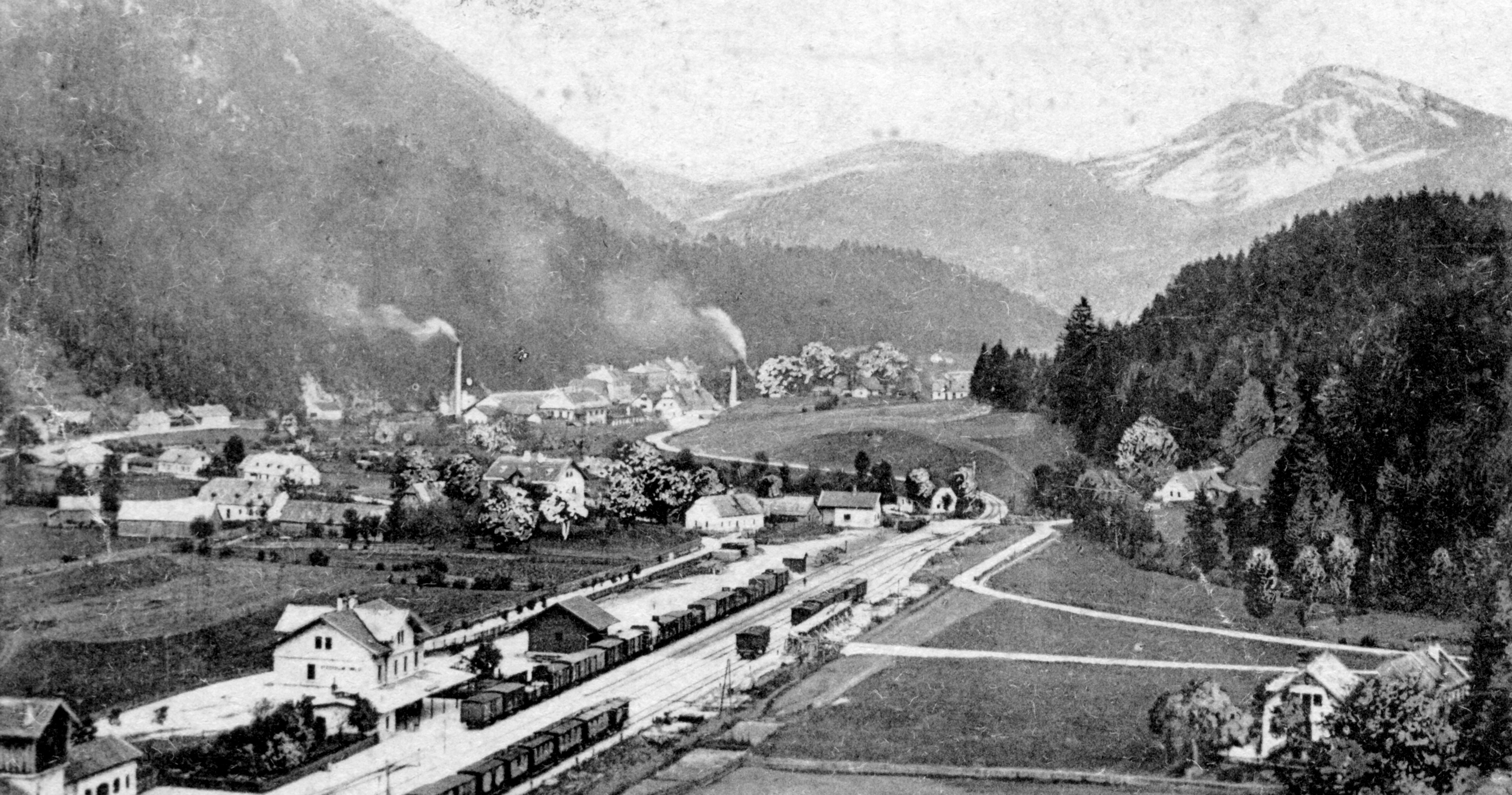
Bahnhof und Eisenwerk um 1900

### Frühgeschichte und Mittelalter
Spuren gibt es schon aus der Zeit der Kelten und später der Slawen. In der Römerzeit war das Gebiet Teil der Provinz Noricum.
Die Kirche wurde im Hochmittelalter 1254–1271 erbaut und war seit 1325 eigenständige Pfarre.
St. Aegyd am Neuwalde erhielt im Jahr 1444 das Marktrecht.

### Neuzeit
Die Herrschaftsgründe waren ein alter landesfürstlicher Jagdbann, eine der größten Dominikalbesitzungen im seinerzeitigen Österreich, zu deren weiterem Umfeld auch das Jagdschloss Hochreith (heute Gemeinde Rohr) gehört. Davon rühren auch die auf -amt endenden Namen einzelner Ortsteile her, die sich auf alte Forstamtssprengel beziehen. Ebenso die teils ungewöhnlichen Verläufe der Verwaltungsgrenzen in der Gemeinde.
Einen Aufschwung nahm der Ort im 18. und 19. Jahrhundert, als in der frühneuzeitlichen Kleineisenindustrie eine erste Industrialisierung einsetzte. Damals kamen viele fremde Facharbeiter in das obere Traisental. Auch die Forstwirtschaft benötigte Arbeitskräfte, insbesondere als um 1800 Georg Huebmer, der „Raxkönig“, die Wälder am Gscheidl zu roden begann. So kam eine geschlossene Gruppe von Protestanten aus dem Salzkammergut auch nach St. Aegyd. Huebmer siedelte sie am Lahnsattel und Ulreichsberg an. Daher liegt der Anteil der Protestanten mit 12,4 % noch heute über dem österreichischen Durchschnitt.

### Industrialisierung
In den Jahren 1810 bis 1820 entstanden die auf Jakob Fischer zurückgehenden Eisen- und Drahtseilwerke. Diese waren ab 1869 in der St. Egydyer Eisen- und Stahlindustrie Gesellschaft zusammengefasst, die 1887 von Karl Wittgenstein gekauft wurde. Das Werk wurde 1918 um ein Motorenwerk erweitert. Im Ort und dessen Umgebung gab es auch eine bedeutende Produktion von Stahlfeilen unter der Marke „St. Aegyd“ der Feilenfabrik im nahen Furthof (Gemeinde Hohenberg), die 1982 stillgelegt wurde.
Vom 2. November 1944 bis 1. April 1945 bestand das KZ-Nebenlager St. Aegyd am Neuwalde, ein Nebenlager des KZ Mauthausen. Bis zu 300 Häftlinge wurden hier als Zwangsarbeiter für die Lagererrichtung, Kfz-Motoren-Herstellung und den Straßenbau eingesetzt. Hier befand sich auch die Kraftfahrtechnische Lehranstalt der Waffen-SS.

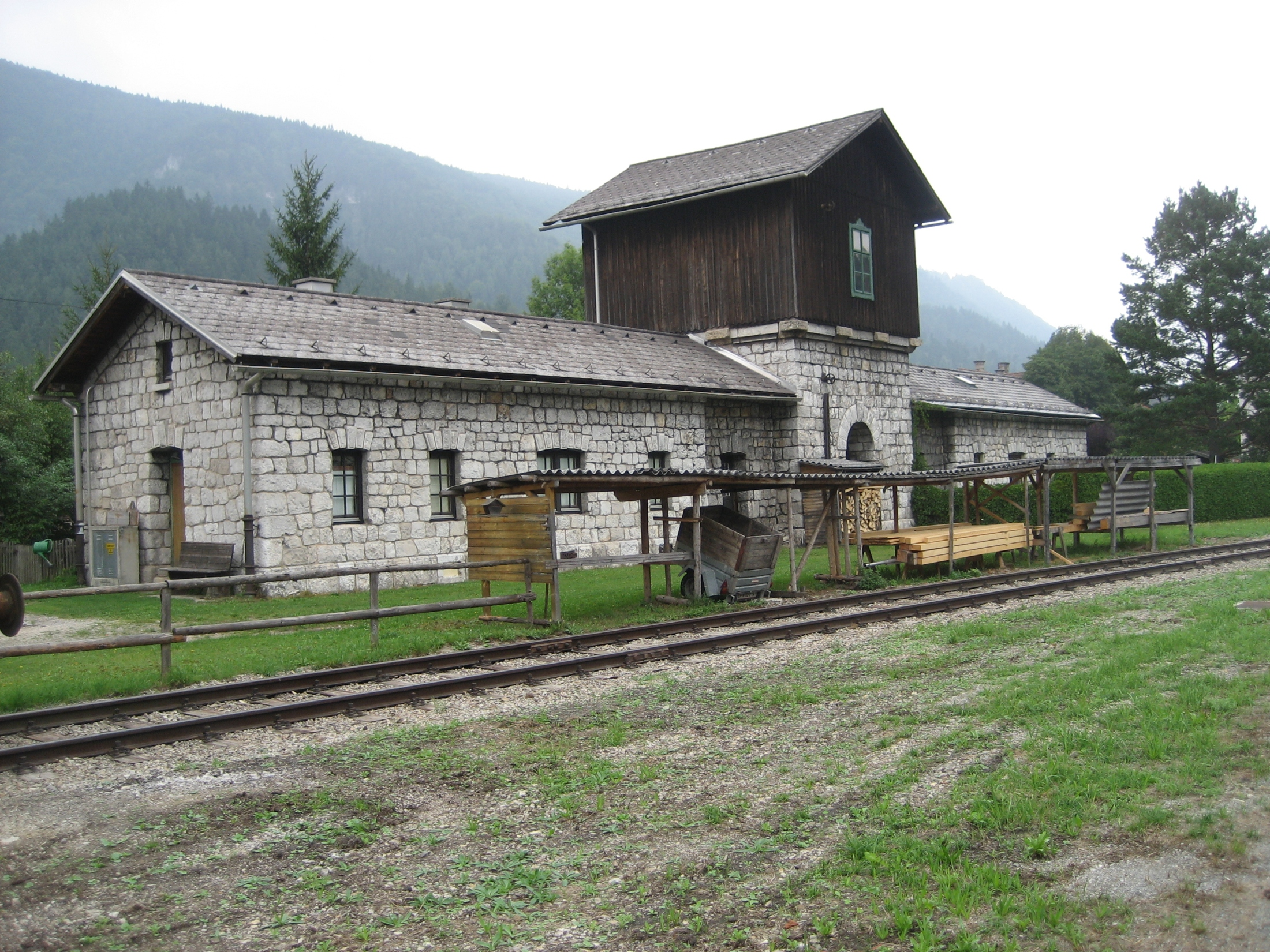
Historischer Wasserturm am Bahnhof St. Aegyd

Schon 1893 war die Bahnstrecke von Traisen her erbaut worden. Nachdem die ÖBB 1988 den Betrieb bis Kernhof eingestellt hatte, übernahmen die Traisentalgemeinden den Betrieb erfolgreich selbst.
Seit dem späteren 20. Jahrhundert ist St. Aegyd eine ruhige Tourismusgemeinde, die von der seit dem Hochmittelalter ungebrochenen Beliebtheit der Wallfahrt nach Mariazell profitiert. Zudem ist St. Aegyd heute Standort für innovative Technik, die ehemaligen Werke der St. Egydyer sind heute Teil eines Autozulieferers und einer Seilfirma.

### Einwohnerentwicklung
| St. Aegyd am Neuwalde: Einwohnerzahlen von 1869 bis 2025 | St. Aegyd am Neuwalde: Einwohnerzahlen von 1869 bis 2025 | St. Aegyd am Neuwalde: Einwohnerzahlen von 1869 bis 2025 | St. Aegyd am Neuwalde: Einwohnerzahlen von 1869 bis 2025 | St. Aegyd am Neuwalde: Einwohnerzahlen von 1869 bis 2025 |
| -------------------------------------------------------- | -------------------------------------------------------- | -------------------------------------------------------- | -------------------------------------------------------- | -------------------------------------------------------- |
| Jahr                                                     |                                                          |                                                          |                                                          | Einwohner                                                |
| 1869                                                     | 1869                                                     |                                                          | 2.585                                                    | 2.585                                                    |
| 1880                                                     | 1880                                                     |                                                          | 2.388                                                    | 2.388                                                    |
| 1890                                                     | 1890                                                     |                                                          | 2.420                                                    | 2.420                                                    |
| 1900                                                     | 1900                                                     |                                                          | 2.754                                                    | 2.754                                                    |
| 1910                                                     | 1910                                                     |                                                          | 3.150                                                    | 3.150                                                    |
| 1923                                                     | 1923                                                     |                                                          | 3.211                                                    | 3.211                                                    |
| 1934                                                     | 1934                                                     |                                                          | 3.117                                                    | 3.117                                                    |
| 1939                                                     | 1939                                                     |                                                          | 3.054                                                    | 3.054                                                    |
| 1951                                                     | 1951                                                     |                                                          | 3.255                                                    | 3.255                                                    |
| 1961                                                     | 1961                                                     |                                                          | 3.206                                                    | 3.206                                                    |
| 1971                                                     | 1971                                                     |                                                          | 3.188                                                    | 3.188                                                    |
| 1981                                                     | 1981                                                     |                                                          | 2.887                                                    | 2.887                                                    |
| 1991                                                     | 1991                                                     |                                                          | 2.518                                                    | 2.518                                                    |
| 2001                                                     | 2001                                                     |                                                          | 2.344                                                    | 2.344                                                    |
| 2011                                                     | 2011                                                     |                                                          | 2.057                                                    | 2.057                                                    |
| 2021                                                     | 2021                                                     |                                                          | 1.842                                                    | 1.842                                                    |
| 2025                                                     | 2025                                                     |                                                          | 1.791                                                    | 1.791                                                    |
| Quelle(n): Statistik Austria, Gebietsstand 1.1.2021      |                                                          |                                                          |                                                          |                                                          |

## Hauptort der Gemeinde

### Geographie des Marktorts

St. Aegyd, vorn der Bahnhof, 1906

Hauptort der Gemeinde wie auch eine Ortschaft und Katastralgemeinde bildet der Marktort Sankt Aegyd am Neuwalde.
Der Ort befindet sich 40 Kilometer südlich von St. Pölten und 18 Kilometer südlich von Lilienfeld. Er liegt im hinteren Tal der Unrecht Traisen auf um die 588 m ü. A. Höhe, im Nordosten des Gemeindegebietes. Das Tal schwenkt hier auf einen Ost-West-Verlauf. Südlich erhebt sich der Gippel (1669 m ü. A.) und sein Nordgrat über Hochsteinkogel (1087 m ü. A.) und Klaushofer Berg (987 m ü. A.) und der ganze Göller-Gippel-Zug. Nördlich liegen Stadelmauer, Höllmauer und Starkhöhe, die bis knapp 1200 m ü. A. aufragenden Anhöhen des östlichen Traisenbergs. Östlich liegt der Haselstein (1087 m ü. A.), der schon zur Gruppe Reisalpe–Hegerberg der Gutensteiner Alpen gerechnet wird, und davor über dem Ort der Weyerberg (794 m ü. A.) mit der Plannerwarte. Zwischen Klaushofer Berg und Weyerberg mündet das Weißenbachtal. Westlich liegen die Abhänge des Steinhofer Kogels (1114 m ü. A.), der noch zu den Türnitzer Alpen gerechnet wird. Hier geht das Unrechttraisen-Tal westwärts weiter, von Süden mündet das Tal des Keerbachs.
Der Ort mitsamt der Pfarrsiedlung erstreckt sich über gut 1½ km beiderseits im Tal und umfasst etwa knapp 500 Gebäude mit gut 1400 Einwohnern. Das entspricht dem Zählsprengel St.Aegyd-Zentralraum, und sind an die 3⁄5 der Gemeindebevölkerung.
Zur Katastralgemeinde St. Aegyd am Neuwalde mit knapp 319 Hektar gehören nur der westliche alte Ortskern, die Pfarrsiedlung, sowie die Bürgeralpe am Traisenberg mit der Zdarskyhütte (Naturfreunde). Diese Katastralgemeinde hat eine Ausdehnung von etwa 1,8 km taleinwärts und 3,1 km von Süd nach Nord. Der Ostteil der Marktortes gehört schon zur Katastralgemeinde Weißenbachamt.
Die Ortschaft St. Aegyd am Neuwalde wird noch umfassender gesehen, sie hat um die 560 Gebäude mit etwa 1600 Einwohnern.
Zum Ortschaftsgebiet gehört auch die Ortslage Eisenwerk-Kroatendorf talauswärts, die mit St. Aegyd heute vollständig verwachsen ist, wie auch ganz Weißenbach (KG Weißenbachamt), und taleinwärts werden die zerstreuten Häuser Unrechttraisen, Rotenbach, Wällischgraben (Ortschaftsbestandteil Unrechttraisenamt) und Rubesfang (KG Keeramt) ebenfalls noch zur Ortschaft gerechnet. Zum Ort im weitesten Sinne gehört auch die Ortschaft Mitterbach weiter talauswärts mit Seebach im Nebental bei Kroatendorf (KG Mitterbach).
| Weidenaurotte (O u. KG, Gem. Türnitz) | Traisenbachrotte (O u. KG, Gem. Türnitz)                     | Mitterbach (O, Mitterbachamt KG) Eisenwerk         |
| Unrechttraisen (Unrecht Traisen KG)   | Kompassrose, die auf Nachbargemeinden zeigt                  | Trauch (O, Gem. Schwarzau i. G., Bez. Neunkirchen) |
| RotenbachWällischgraben               | Rubesfang Kernhof (O, Keeramt KG) ∗Herrschaftsgründe (KG) ∗∗ | Weißenbach (Weißenbachamt KG)                      |

### Geschichte des Marktorts
Der um die katholische Kirche (1254–1271 erbaut) entstandene Ort wurde schon im Hochmittelalter 1325 Pfarrsitz,
und erhielt 1444 das Marktrecht. Der Marktflecken hatte in der frühen Neuzeit um die 20 Häuser, die ganze heutige Ortschaft um 70. Die Ortsentwicklung setzte dann mit der Begründung des Fischer’schen Walz- und Drahtwerkes und des Miller’schen Gusswerkes (Hackenschmiede) ab den 1810ern und dem Bau der Traisentalbahn als Nebenstrecke der Leobersdorfer Bahn in den 1870ern ein. Um 1900 umfasste der Ort 50 Häuser, die Ortschaft 100. Zu dieser Zeit wurde der Ort auch evangelischer Pfarrsitz.

## Kultur und Sehenswürdigkeiten

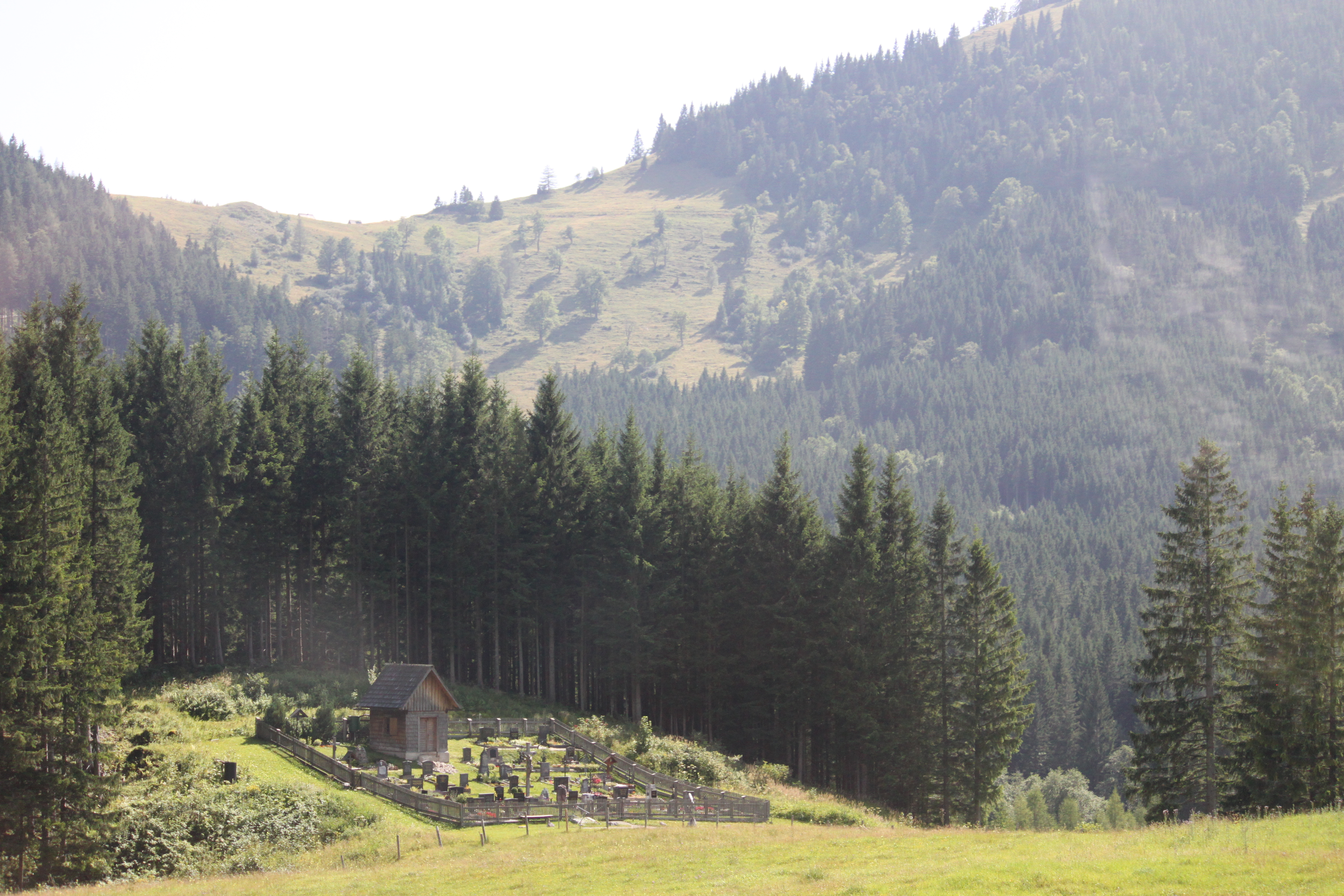
Ortsfriedhof Lahnsattel

- Katholische Pfarrkirche Hl. Ägidius: Gotische Kirche mit Hochaltarbild  von 1785
- Evangelische Pfarrkirche, Waldkirche: Jugendstilbau von 1902/03
- Osterkircherl: 1851 erbaut

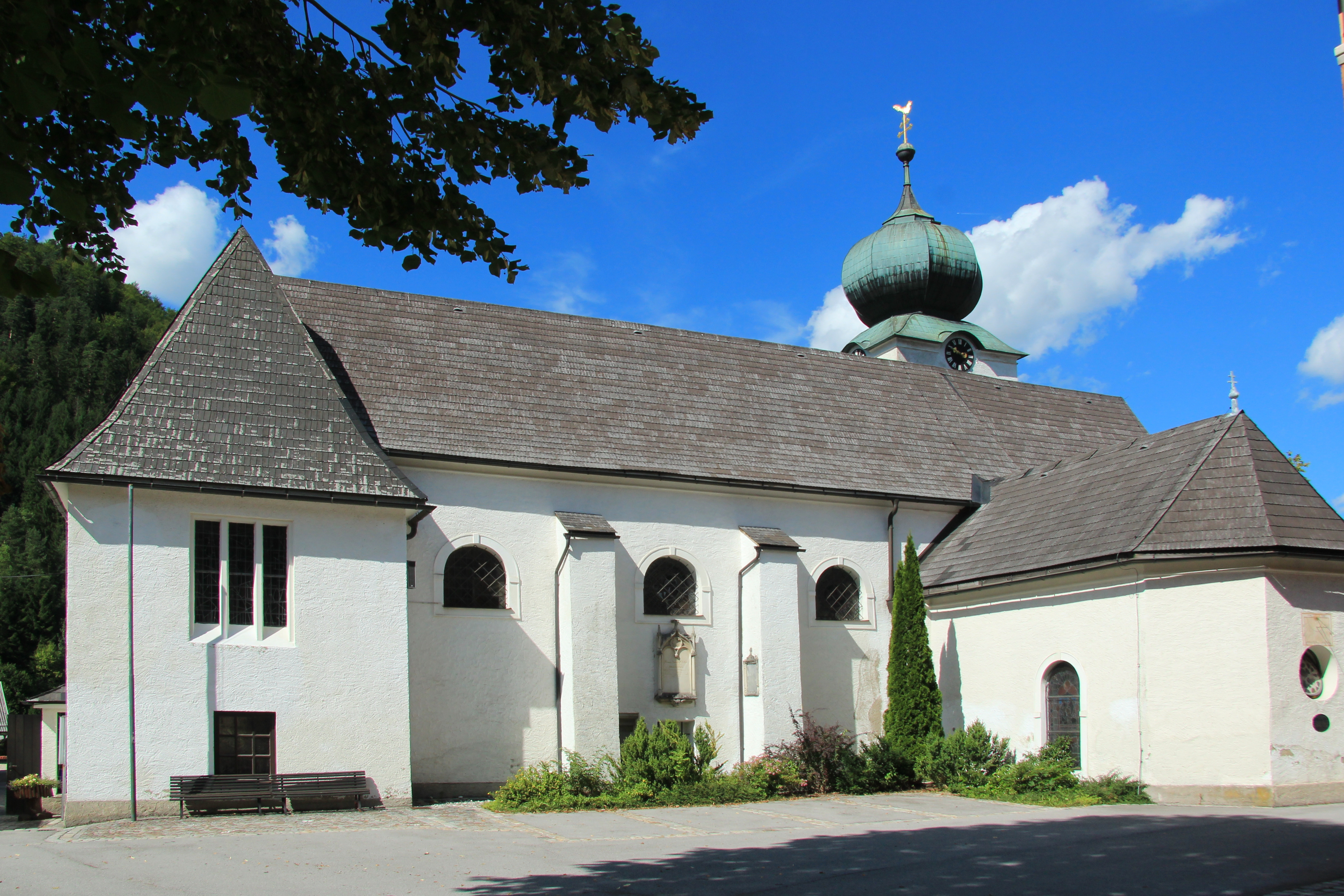
Katholische Pfarrkirche
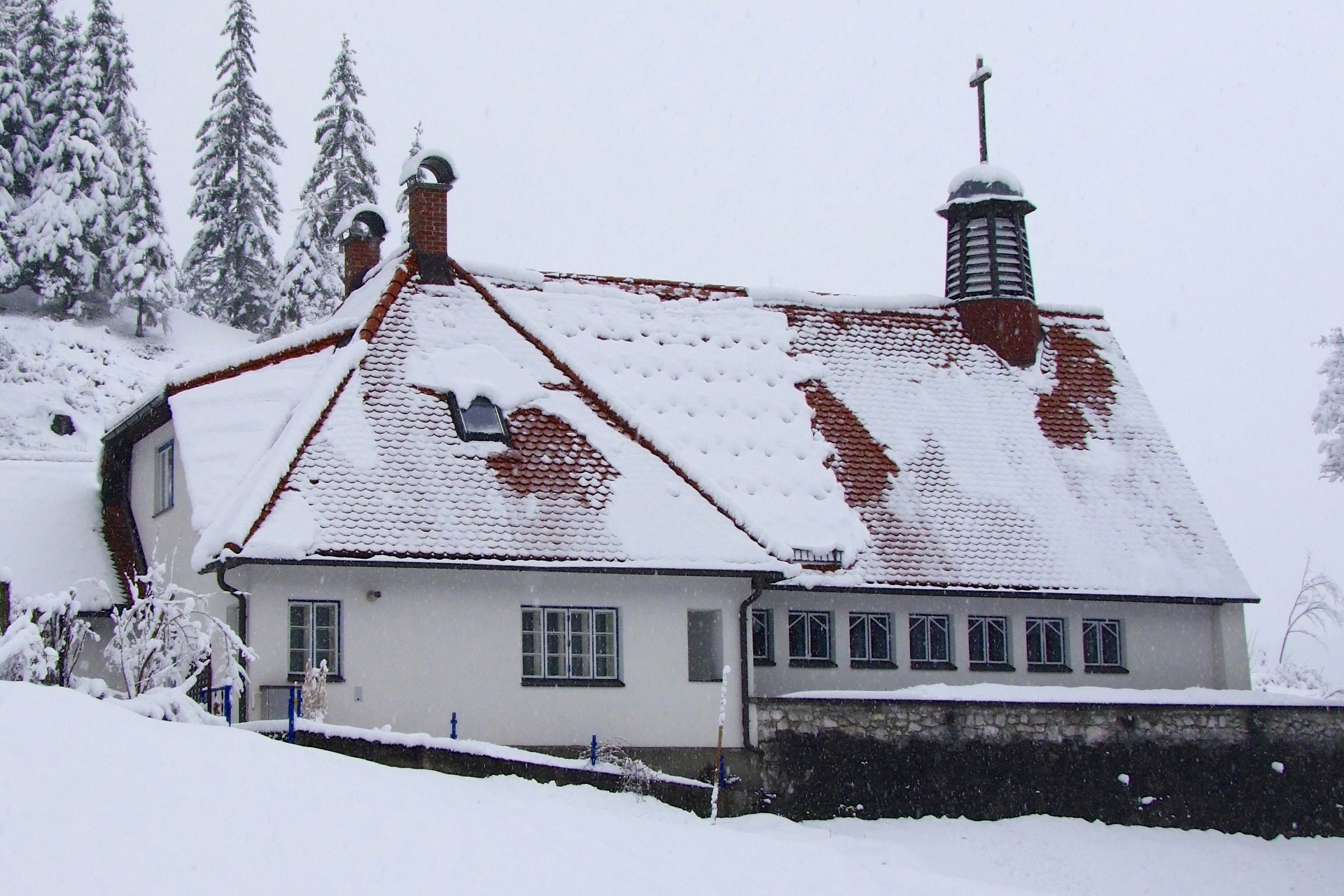
Evangelische Kirche, Waldkirche
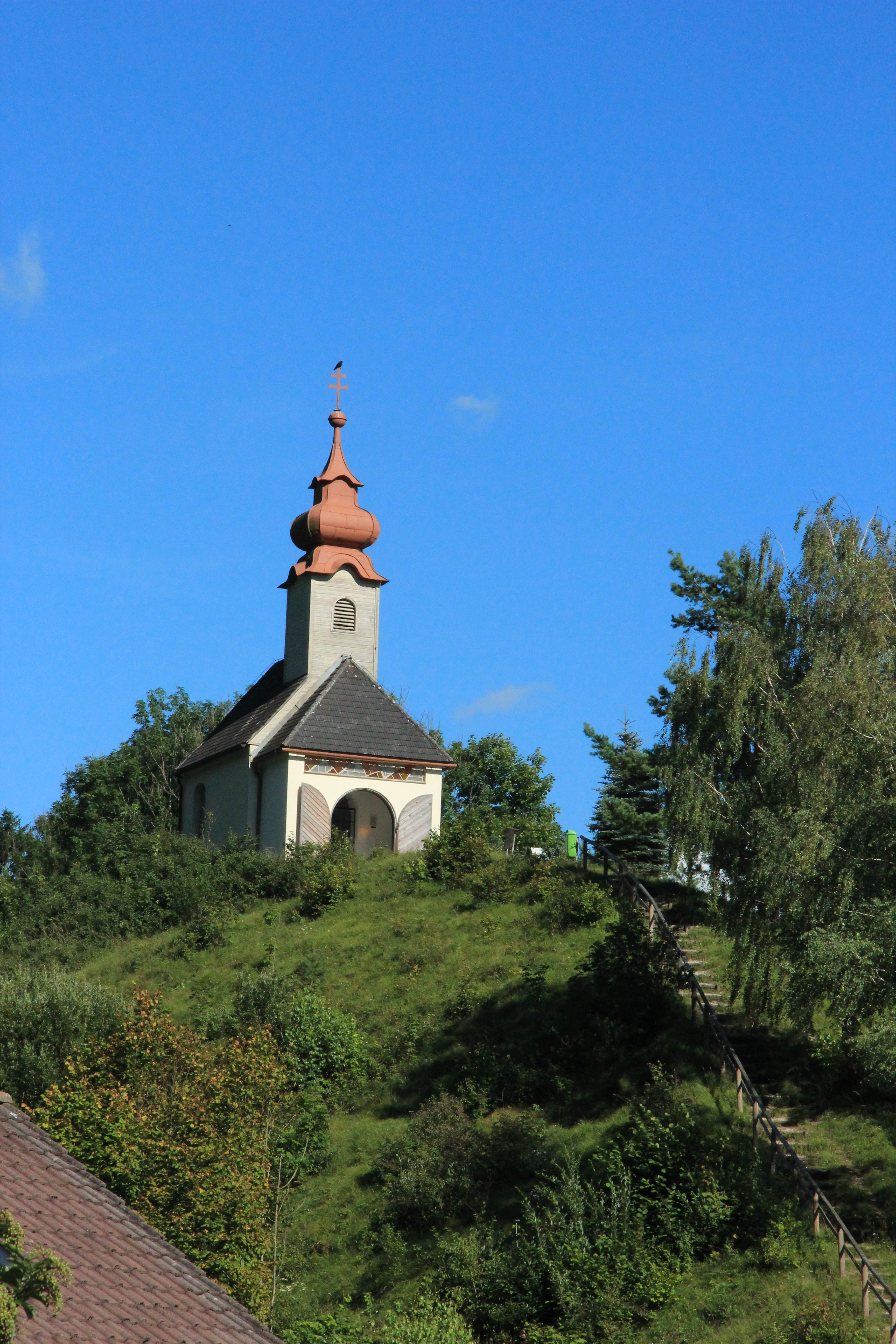
Osterkircherl

Von den ehemaligen alten Wäldern der Herrschaftsgründe am Gscheidl, dem Neuwald, ist heute nur mehr ein Rest verblieben, Lahnsattler Urwald genannt.
Als Publikumsmagnet hat sich in der Katastralgemeinde Kernhof das im Jahr 2000 gegründete Kameltheater Kernhof mit 35.000 Besuchern entwickelt.
Der Traisental-Radweg führt durch St. Aegyd und bietet speziell für Kinder viele Attraktionen.
Ein Anziehungspunkt ist auch die Feinbäckerei Herzerl-Mitzi, die 1989 das Weltrekordherz mit 31,13 m² gebacken hat und damit in das Guinness-Buch der Rekorde kam. Auch kulinarisch hat St. Aegyd für die Touristen viel zu bieten. Ein Haubenlokal Zum Blumentritt in St. Aegyd erfreut viele kulinarisch Interessierte.

## Wirtschaft und Infrastruktur
Nichtlandwirtschaftliche Arbeitsstätten gab es im Jahr 2001 95, land- und forstwirtschaftliche Betriebe nach der Erhebung 1999 104. Die Zahl der Erwerbstätigen am Wohnort betrug nach der Volkszählung 2001 977. Die Erwerbsquote lag 2001 bei 42,61 %.
Das ehemalige Eisenwerk ist heute Standort des Automobilzulieferers Roth-Technik Austria (RTA, Sitz in Gaggenau, Baden-Württemberg) und der Seil-Sparte der Teufelberger-Gruppe.
St. Aegyd ist auch ein Ausflugsgebiet, das auch durch die Nähe zu Mariazell profitiert. Auch die Nähe zum Naturpark Ötscher–Tormäuer lockt Gäste an. Vorteilhaft für die Gemeinde ist, dass die Industrie im Tal vor dem Ort angesiedelt ist, und die hinteren Täler sehr naturbelassen sind.
Im Winter ist das Gebiet zwischen Gippel und Göller für Langläufer, Schneeschuhwanderer, Schifahrer und Tourenschifahrer ein ruhiges Wintersportgebiet.
Im denkmalgeschützten alten Gussstahlwerk im Markt befindet sich seit 2001 das Michaelsheim mit der Bergrettungszentrale und einer Station der Volkshilfe.

### Verkehr

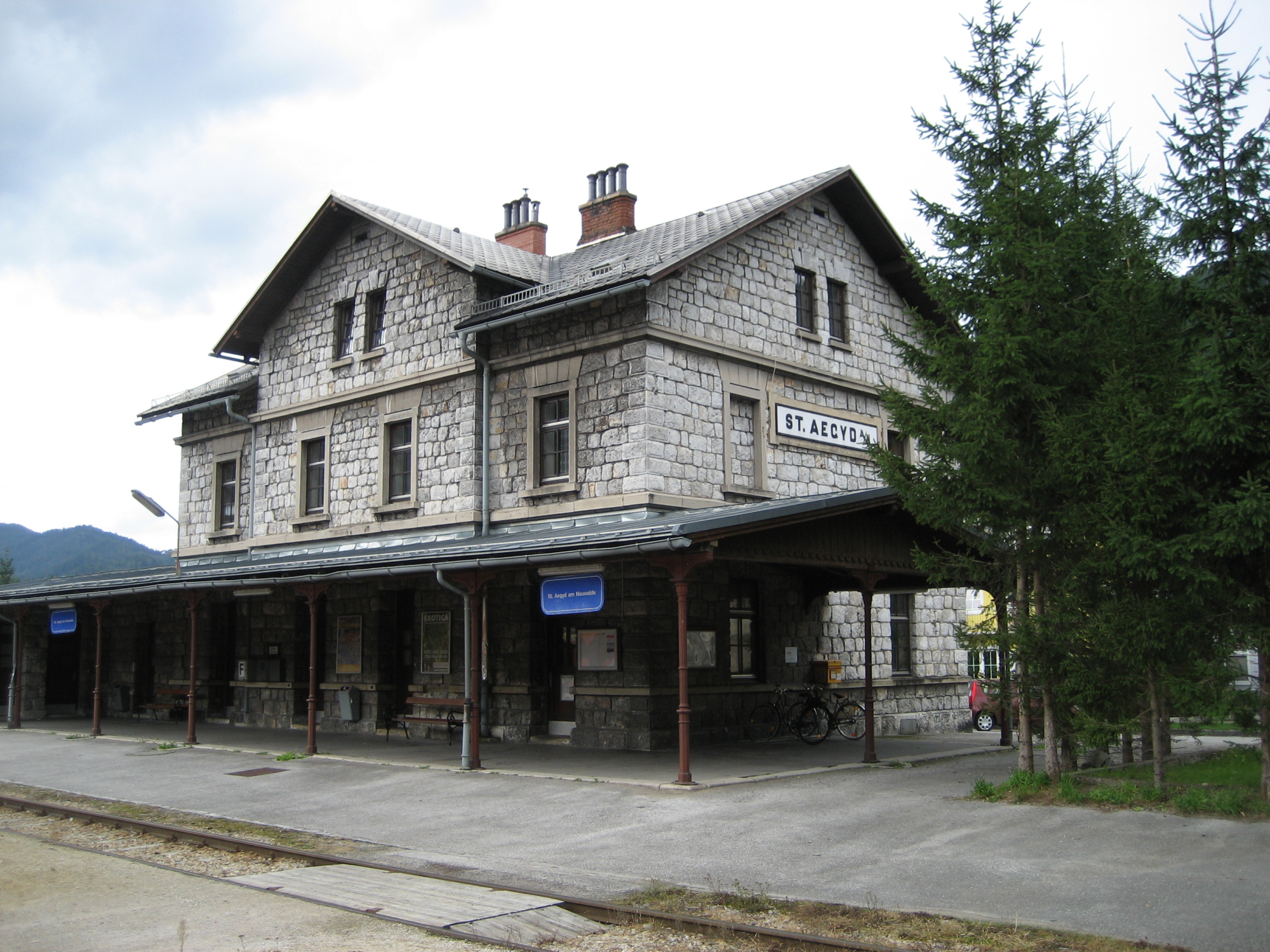
Bahnhof St. Aegyd am Neuwalde

Die B21 Gutensteiner Straße Wiener Neustadt – Mariazell durchquert die Gemeinde vom Ochsattel kommend bis Terz. Über den Lahnsattel mündet dort die B23 Lahnsattel Straße von Mürzzuschlag her. Von Freiland an der Traisen (B20) her kommt die B214 Hohenberger Straße. Von Gscheid über den Michelbühel und die Ortschaft Ulreichsberg nach Annaberg (B20) geht die L101.
Die Bahnstrecke Traisen–Kernhof wird heute von den Gemeinden selbst betrieben, hauptsächlich im Güterverkehr (Traisen-Gölsental Regionalmanagement GmbH). Der Bahnhof St. Aegyd am Neuwalde liegt im östlichen Teil  des Ortes, die ehemalige Haltestelle St. Aegyd am Neuwalde Markt beim Ortszentrum, eine weitere Haltestelle gibt es in Eisenwerk. 
2024 erfolgten auch öffentliche Personenzug-Fahrten durch den Österreichen Club für Diesellokgeschichte (ÖCD), auch 2025 sind Fahrten geplant.

### Bildung
In der Gemeinde gibt es einen Kindergarten eine Volksschule und eine Mittelschule.

### Sicherheit
Im Ort ist eine Polizeiinspektion der Bundespolizei etabliert, die dem Bezirkspolizeikommando Lilienfeld untersteht. Sie ist örtlich für die Gemeinden St. Aegyd am Neuwalde und Hohenberg zuständig.

## Politik

### Gemeinderat
Der Gemeinderat hat 21 Mitglieder.

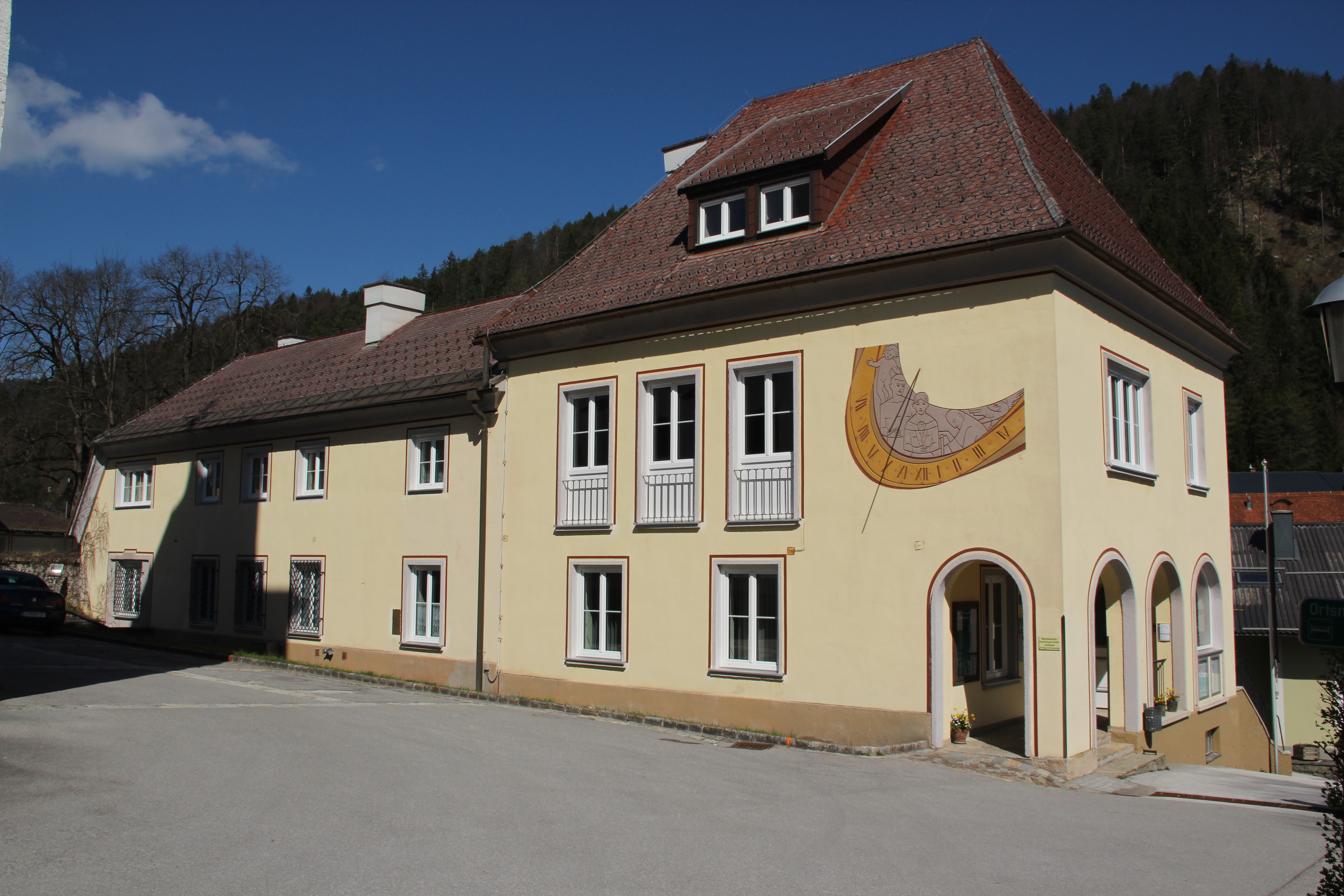
Gemeindeamt

- Mit den Gemeinderatswahlen in Niederösterreich 1990 hatte der Gemeinderat folgende Verteilung: 14 SPÖ, 6 ÖVP, und 1 KPÖ.
- Mit den Gemeinderatswahlen in Niederösterreich 1995 hatte der Gemeinderat folgende Verteilung: 14 SPÖ, 6 ÖVP, und 1 KPÖ.[20]
- Mit den Gemeinderatswahlen in Niederösterreich 2000 hatte der Gemeinderat folgende Verteilung: 13 SPÖ, 6 ÖVP, und 2 FPÖ.[21]
- Mit den Gemeinderatswahlen in Niederösterreich 2005 hatte der Gemeinderat folgende Verteilung: 12 SPÖ, und 9 ÖVP.[22]
- Mit den Gemeinderatswahlen in Niederösterreich 2010 hatte der Gemeinderat folgende Verteilung: 14 SPÖ, und 7 ÖVP.[23]
- Mit den Gemeinderatswahlen in Niederösterreich 2015 hatte der Gemeinderat folgende Verteilung: 13 SPÖ, 7 ÖVP, und 1 FPÖ.[24]
- Mit den Gemeinderatswahlen in Niederösterreich 2020 hatte der Gemeinderat folgende Verteilung: 14 SPÖ, 6 ÖVP und 1 Unser St. Aegyd - Mut zu Neuem.[25]
- Mit den Gemeinderatswahlen in Niederösterreich 2025 wurde der Gemeinderat von 21 auf 19 Mandate verkleinert und hatte folgende Verteilung: 13 SPÖ, 6 ÖVP[26]

### Bürgermeister
- bis 2008 Herbert Mitterböck
- 2008–2011 Johann Ettenauer (SPÖ)
- 2011–Sept. 2018 Rudolf Pfeffer (SPÖ)
- seit Okt. 2018 Karl Oysmüller (SPÖ)

## Persönlichkeiten
Töchter und Söhne der Gemeinde:
- Leopold Pölzl (1879–1944), tschechoslowakischer Kommunalpolitiker und Dissident
- Pius Schneeberger (1892–1969), Politiker, Nationalrat
- Norbert Täubl (* 1957), Klarinettist

Ehrenbürger:
- Johann Heppner (* 31. Jänner 1868; † 22. Oktober 1954)
- Engelbert Forster (* 5. November 1877; † 24. August 1962)
- Karl Winkler (* 29. Oktober 1893; † 28. Mai 1966)
- August Mitterböck (* 16. August 1910; † 18. Oktober 1976)
- Gerfried Hilscher (* 19. August 1919; † 6. Mai 1997)
- Herbert Mitterböck (* 10. Juni 1948)

Weitere Personen:
- Jakob Fischer (1743–1809, geb. in Suhl, Thüringen), Säbelschmied und Stahlwarenfabrikant
- Martin Miller (eigentlich Mühler, 1769–1833, geb. in Wien), Stahlwarenfabrikant
- Daniel Fischer (1773–1833, geb. in Wien, Sohn des Jakob), Stahlwarenfabrikant
- Friedrich Repp (* 16. September 1903; † 14. Oktober 1974), Germanist